# Velika nagrada Provanse 1932
Velika nagrada Provanse 1932 je bila deveta neprvenstvena dirka v sezoni Velikih nagrad 1932. Odvijala se je 16. maja 1932 v francoskem mestu Nîmes, istega dne je potekala tudi dirka za Veliko nagrado Nîmesa.

## Rezultati

### Dirka
| Poz | Št | Dirkač               | Moštvo    | Dirkalnik    | Krogi | Čas/Odstop |
| --- | -- | -------------------- | --------- | ------------ | ----- | ---------- |
| 1   | 52 | Stanisłas Czaykowski | Privatnik | Bugatti T35B | 35    | 47:16      |
| 2   | 46 | Louis Trintignant    | Privatnik | Bugatti T35C | 35    | 47:21      |
| 3   | 50 | Charles Druck        | Privatnik | Bugatti T35C | 35    | +1 krog    |
| DNA | 48 | Jean Langöele        | Privatnik | Bugatti T35C |       |            |